# Manuel María Gándara
Manuel María Gandara de Gortari (Mineral de Aigame, Intendencia de Arizpe, 1801 - Hermosillo, Sonora, 4 de octubre de 1878) fue un político mexicano que ocupó en 10 ocasiones el cargo de gobernador del estado de Sonora. Participó en los enfrentamientos entre constitucionales y federales en Sonora y fue gobernador del estado hasta ser derrocado por la dictadura de Antonio López de Santa Anna. El emperador Maximiliano le nombró prefecto imperial de Sonora, pero no alcanzó a ostentar el cargo porque los imperialistas fueron obligados a salir del estado en el mes de septiembre, Gándara salió con ellos y permaneció un tiempo en Nayarit. A su caída en 1867 fue encarcelado en la ciudad de San Luis Potosí, recuperó su libertad en 1870.

## Biografía
Hijo del español Juan Gándara, que se estableció con su esposa, Antonia de Gortari, y su familia en la ciudad de Ures a finales del siglo XVIII, teniendo muy buenas relaciones con las etnias asentadas en el territorio sonorense, relaciones que posteriormente le ayudarían en sus luchas por el poder. Esta relación también le ayudó como gobernador a detener levantamientos de yaquis y mayos. Cuando sus padres fueron expulsados de México a finales de 1820 por ser extranjeros, él y su hermano Francisco se quedaron al cuidado de las haciendas, convirtiéndose Manuel María en el hacendado principal de las haciendas de Bamuri y Topahui, tiempo después adquiere la hacienda de las Calabazas.
Como dueño de la hacienda de Topahue, refugiaba en este lugar a indios yaquis perseguidos por el gobierno Pesqueirista.
Casado en primeras nupcias con Ramona Elías Morales, con la que procreó dos hijos, Francisco y Miguel. Enviuda durante el invierno de 1865 al morir Ramona Elías en la Hacienda "Las Calabazas" de su propiedad ubicada en Arizona, que sería confiscada posteriormente por el ejército norteamericano al momento de la anexión de Arizona a los Estados Unidos.

## Incursiones políticas y militares
Durante la invasión de 1829 llevada a cabo por el general Isidro Barradas, fue nombrado depositario de los fondos recolectados en Sonora y fue hecho cargo de los fondos de Ures de 1829 a 1833. Fue diputado del Congreso Constituyente del Estado de Sonora y tesorero del Supremo Tribunal de Justicia por dos años. Participó en la rebelión encabezada por Leonardo Escalante y Mazón para devolver la capitalidad del estado de Sonora a Hermosillo.
Hay registrados hasta tres pronunciamientos en contra de los gobernadores en turno por parte de Manuel María Gándara. En cada uno de sus levantamientos contó con el apoyo de ópatas y yaquis. En dos de tres de los planes que abanderaron los levantamientos de la facción gandarista los indígenas aparecen como firmantes, siendo estos el Plan de Onavas y el plan de Tepupa.
El presidente Anastasio Bustamante lo nombra Gobernador Constitucional del estado de Sonora a finales de noviembre de 1837, pero un mes más tarde renuncia para secundar la rebelión federalista encabezada por el general José Urrea, solo para más tarde pelear contra Urrea en mayo de 1838, derrotándolo en Sonora. Gándara se convierte en gobernador y comandante general de Sonora por segunda ocasión en 1838.
En 1839 Gandara dirige personalmente la campaña contra el levantamento de los indios Opata. En octubre de 1841 reconoce el gobierno del general Antonio López de Santa Anna, que había derrocado a Anastasio Bustamente.
Como gobernador Manuel María Gándara envió al Congreso un comunicado en el que defendió el derecho de los hacendados a impartir justicia al interior de sus propiedades, pero no consiguió parar la derogación del artículo que les otorgaba esa facultad aun cuando la Legislatura estaba integrada por muchos miembros de la red dominante.
En 1841 fue designado Gobernador Interino pero no tomó posesión de su cargo.
El 30 de abril de 1841 en la ciudad de Ures, Sonora, publica un manifiesto al terminar las sublevaciones que se habían dado en el estado de Sonora. En dicho manifiesto declara la amnistía para los que participaron en dichas revueltas y para su líder José Urrea.
Las tensiones locales entre Gándara y Urrea se reinician en 1842 cuando Gándara se levanta en armas con apoyo de las etnias de la región. Después de ello Gandará sería perseguido por la ley y puesto en prisión en varias ocasiones. En 1845 con familiares, conocidos y seguidores inicia una nueva revuelta que es apagada rápidamente. Sin embargo cuando los poderes federales son restablecidos en 1846 es electo por tercera ocasión como Gobernador Constitucional del Estado de Sonora y tomó protesta el 5 de mayo de 1847.
Estableció una nueva Constitución local el 13 de mayo de 1848. En 1852 secundó los pronunciamientos que fueron lanzados contra el presidente Mariano Arista, apoyando la dictadura de Santa Anna de 1853 a 1855, ahí fue nombrado Caballero de la Orden de Guadalupe. El 20 de abril de 1854 entrega el gobierno de Sonora al General Yáñez.
En 1855 secundó el Plan de Ayutla y tiempo después recupera el liderazgo militar y político de Sonora. Promulgó los estatutos orgánicos y renunció al poder. El Presidente Comonfort lo nombra Brigadier General. Se rebela de nuevo, rindiéndose poco tiempo después. Secundó el plan de Tacubaya en 1858, fue derrotado y buscó refugio en el Estado de Chihuahua. Zuloaga lo nombra por cuarta ocasión gobernador y comandante general y marchó hacia California esperando la ocasión para rebelarse de nuevo. El gobernador Pesqueira le ordena abandonar sus privilegios para compensar los daños ocasionados al Estado. En Sinaloa se une a los conservadores Inguanzo y Arteaga y cuando son derrotados toma refugio en Arizona, donde se rebela en armas contra el cacique Juan Tanori. Apoyó la intervención Francesa y su regencia y promovió los movimientos imperialistas en el norte del país. Al reconocer al Emperador Maximiliano I fue reinstalado como Brigadier General y Caballero de la Orden de Guadalupe en septiembre de 1865. En 1866 se da la orden por parte del general Manuel Gamboa de restablecerle todos los privilegios a Manuel María Gandara. En agosto de 1866 Maximiliano lo nombra Prefecto Imperial del departamento de Sonora, no tomando su puesto huye del estado y se refugia en Tepic, Nayarit con Lozada. En 1867 trató de justificar su servicio a la República pero fue capturado y enviado a San Blas el 13 de mayo de 1868 y después enviado a prisión en San Luis Potosí. El 12 de octubre se le permitió ir a la Ciudad de México y el 9 de junio de 1870 se le concedió la libertad, muriendo en la ciudad de Hermosillo en 1878.

## Primer Alzamiento Yaqui
En 1825 fue el primer alzamiento Yaqui provocado por el párroco de Cócorit, Sonora y capitaneado por el cabecilla indígena Bandera, al continuar este alzamiento amenazaba a poblaciones de importancia. En Hermosillo, Mátape, Mazatán y Tecoripa se reunió a voluntarios formando una fuerza de 400 hombres. Estas tropas fueron dirigidas bajo las órdenes del oficial retirado Don Leonardo Escalante, este marchó sobre San Antonio de la Huerta y hubo un gran combate en las orillas del río Buenavista, donde los Yaquis fueron derrotados, el jefe Juan Bandera y su segundo Dolores Gutiérrez fueron hechos prisioneros y enviados a la ciudad de Arizpe donde los juzgó un consejo de guerra y fueron sentenciados a muerte.

## La Guerra de Gándara y Urrea
Al suprimirse las legislaturas locales como la de Sonora por Juntas Departamentales, cosa que sucedió durante el Congreso Nacional de 1822, se dio el desconocimiento por parte del general José Urrea a la orden del gobierno Central y se pronunció por la Federación, esto sucedió en la ciudad de Arizpe el 27 de diciembre de 1837. El general Urrea fue secundado por el entonces Gobernador Manuel María Gandara y siguiendo lo que era el artículo cuarto del Plan de Urrea se convocó por parte del gobernador a un congreso extraordinario, quedando establecido el Congreso Extraordinario Federalista el 25 de enero de 1838. Ese mismo año, en marzo, se declaró protector del estado al General Urrea.
Al salir del estado el general Urrea para unirse a fuerzas de Sinaloa, deja a cargo del gobierno del estado a Leonardo Escalante y a cargo de las armas al coronel José María Elías González. Aprovechando ataques que organizaron los apaches en el norte del estado, Manuel María Gándara organiza una campaña contra los mismos, reclutando a un grupo que después llevó a cabo una contra revolución a la cual se le llamó la Guerra Gandara-Urrea.
Gándara depuso al gobernador interino Don Leonardo Escalante, acudiendo este último a buscar protección del Gobierno General enviando al centro del país a los señores Anselmo Zúñiga y Manuel María Gaxiola y por encargo del mandatario supremo de la nación se envió a Sonora a poner orden al General Don Francisco Ponce de León quién dio fin a la guerra Gándara-Urreista dejando a Gándara en el Poder.

## Participación en el imperio de Maximiliano I
Participó activamente en el gobierno imperial sonorense al mando del emperador Maximiliano I, al ser derrotadas las fuerzas imperialistas sonorenses en la batalla de Guadalupe en septiembre de 1866 por las fuerzas republicanas, la mayor parte de los notables que reconocían a Maximiliano como emperador y participaron en el gobierno imperial salieron de la entidad. Los indígenas desconocieron pactos con Gándara y más tarde firman un tratado con el Gobernador Ignacio Pesqueira donde se sujetan a su mandato.

## La Hacienda de Topahui
Topahui perteneció a Manuel María Gándara desde 1840, cuando la compró a los esposos Forte en catorce mil pesos. Desafortunadamente la descripción de la propiedad que se estaba comprando es muy escueta:
“comprendiendo tierras de pan llevar y un molino harinero, las galeras y demasanexos al servicio de la hacienda…”
En 1859 Topahui tenía una superficie de 472 hectáreas. En el plano que ese año se levantó de la finca, se aprecia que la casa principal se construyó sobre una colina, a su pie hay unas construcciones identificadas con el nombre de “casas de la hacienda;” más lejos se aprecia otro conjunto de construcciones nombradas “las del servicio”.
Respecto a Topahui el viajero americano Michael Box expresó que tenía una extensión de casi cuatro leguas cultivadas, y trescientos peones trabajando en ellas. Señaló que se levantaban grandes cosechas de trigo, maíz, frijol, cebada, chícharos y caña de azúcar. Asimismo informó que existían varios molinos, un telar y una fábrica de jabón. Topahui fue confiscada varias veces, finalmente volvió a manos de Manuel Gándara en 1868 cuando regresó definitivamente a Sonora. Ese año la finca fue censada: “…tiene su toma de agua y un molino que por ahora no está trabajando. Se levantan normalmente en esta hacienda de seis a 7000 tercios de trigo…tiene 95 habitantes”.
Los alzamientos que protagonizó su dueño, así como su exilio repercutieron negativamente en Topahui.